# Nosorožec indický
Nosorožec indický známý také jako nosorožec pancéřový (Rhinoceros unicornis) je jeden z šesti recentních (žijících) druhů z čeledi nosorožcovitých (Rhinocerotidae), který se vyskytuje na území Indie (odtud také název indický).

## Popis
Nosorožec indický je největším druhem asijských nosorožců. Má silnou, světlešedou kůži posetou drobnými hrbolky. Kůže vytváří pláty spojené hlubokými záhyby, takže nosorožec vypadá jako by byl v brnění. Tento druh nosorožce má pouze jeden roh – samice podstatně menší než samec. Mají masivní hlavu a pružný horní pysk, kterým si trhají a podávají tuhou rostlinnou stravu.
Nosorožec indický je masivní zvíře, které váží 1,6 - 4 t, čímž patří mezi nejtěžší živé suchozemské živočichy. Dorůstá délky až 420 cm a jeho kohoutková výška se pohybuje kolem 190 cm. Má také asi 75 cm dlouhý na konci ochlupený ocas. Čich a sluch má nosorožec indický velice citlivý, ale hůře je na tom zrak – jsou totiž krátkozrací. Nosorožci indičtí mají stejně jako všichni zástupci nosorožcovitých na všech končetinách tři prsty: druhý, třetí a čtvrtý. První a pátý prst zakrněly. Osa končetiny probíhá třetím prstem. Jeho kůže může mít barvu od šedé po tmavě hnědou až světle černou.

## Způsob života

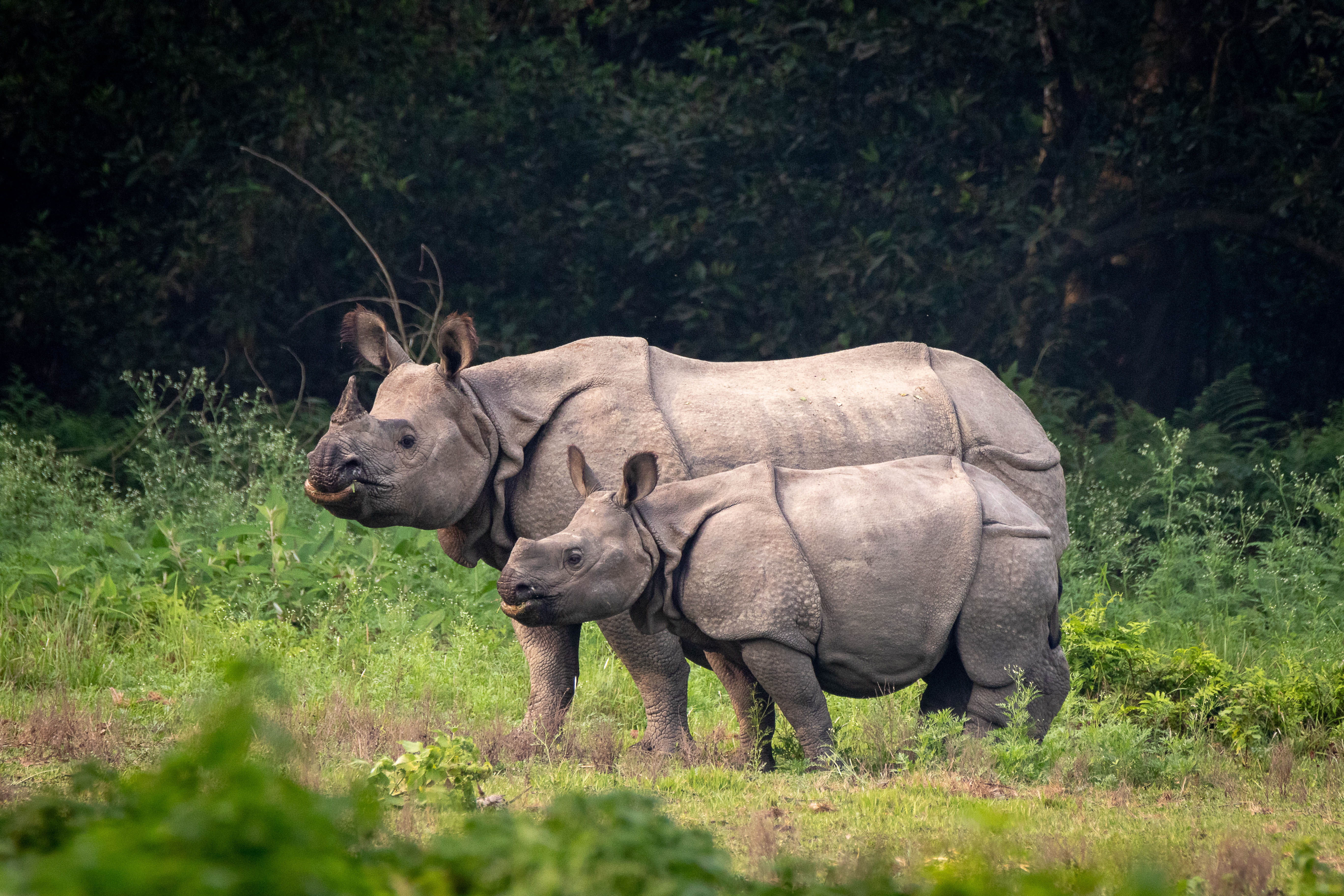
Zleva: mládě, samec a samice nosorožce indického v Zoologické zahradě San Diego

Nosorožec indický je výborný plavec, který se dokonce dovede potápět a hledat pod hladinou potravu. Nosorožci se rádi válejí v bahně, což napomáhá jejich kůži a chrání ji proti parazitům, v horkých dnech je bahno ochlazuje a ochraňuje proti spálení. Jsou přirozeně zvědaví a je známo, že následují zvuk, který je zaujme. Proto je tak snadné ulovit je a zabít.
Nosorožci indičtí jsou většinou samotáři, kteří se ráno a večer vydávají za potravou a po zbytek dne odpočívají. Nejsou příliš vybíraví – jejich jídelníček tvoří různé listy, tráva, různé rostliny a větvičky. Ačkoliv by se mohlo zdát, že svůj roh mají k boji, používají ho k tomuto účelu spíše zřídka.
Březost u samic nosorožců indických trvá zhruba 13 měsíců a rodí jediné mládě. Mládě je pohyblivé velice brzy po narození a saje mateřské mléko až 2 roky.
Na první pohled působí nosorožec indický spíše neohrabaně, ale jde o poměrně pohyblivé zvíře. Umí slušně skákat a dokáže běžet až 35 - 40 km za hodinu.

## Rozšíření a početnost
Nosorožec indický se přirozeně vyskytuje v Nepálu a v severovýchodní Indii, kde obývá travnatá místa v mokřadních oblastech. Drží se často v těsné blízkosti vody, v které tráví také poměrně dost času.
Jeho příkré snížení početnosti způsobilo především nelegální pytláctví, ale i legální lov pro jeho rohy, prášek z rohu nosorožce je totiž součástí některých lidových léčiv a afrodisiak. Nejčastěji se u pytláků stává, že lovec který nosorožce ulovil, uřeže jen jeho roh a zbytek mrtvého těla nechá rozložit.
Tyto a jiné důvody způsobily, že i když je nosorožec indický nejhojnějším asijským nosorožcem (jeho počty dosahují něco mezi 2000 a 2500 jedinců), zůstává druhem ohroženým vyhubením. Tato hrozba u něj není tak aktuální jako například u jeho příbuzného nosorožce sumaterského (Dicerorhinus sumatrensis), který je kriticky ohrožen. Nosorožec indický obývá pouze tři rozvojové státy tropické Asie (Indie, Nepál, Bhútán) a jen ve dvou rezervacích (NP Čitwan v Nepálu a NP Kaziranga v Indii) žije více než 100 těchto nosorožců. Je tedy druhem velice zranitelným a v Červeném seznamu ohrožených druhů (IUNC) je zapsán jako „ohrožený druh“. Chov nosorožců indických v lidské péči je tedy založen na dovozech pocházejících výhradně z těchto dvou rezervací.
Na světě existuje několik sdružení, které se snaží o záchranu nejenom nosorožce indického, ale i o jiné druhy z čeledi nosorožcovitých.

### Vývoj populací
Viz tabulka a odpovídající graf:
| Rok  | Souhrn | Indie | Nepál |
| ---- | ------ | ----- | ----- |
| 1910 | 100    |       |       |
| 1952 | 350    | 300   | 50    |
| 1958 | 700    | 400   | 300   |
| 1963 | 600    |       |       |
| 1964 | 625    | 440   | 185   |
| 1966 | 740    | 575   | 165   |
| 1968 | 680    |       |       |
| 1971 | 630    |       |       |
| 1983 | 1000   |       |       |
| 1984 | 1500   |       |       |
| 1986 | 1711   | 1334  | 377   |
| 1987 | 1700   |       |       |
| 1990 | 1700   |       |       |
| 1994 | 1900   |       |       |
| 1995 | 2135   | 1600  | 535   |
| 1997 | 2095   |       |       |
| 1998 | 2100   |       |       |
| 2000 | 2500   |       |       |
| 2002 | 2500   |       |       |
| 2005 | 2400   |       |       |

## Vztah s lidmi

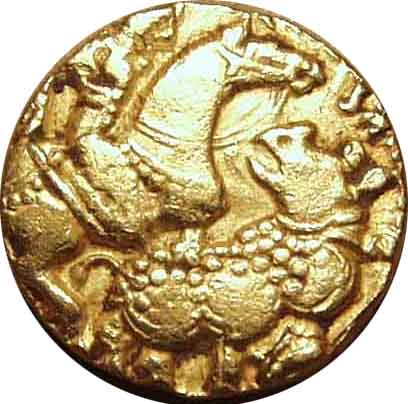
Kumáragupta I. na lovu nosorožce, zlatá mince z 5. stol.

Nosorožce indického zobrazují již harappská pečetidla, pod názvem khagda jej zmiňuje Rgvéda. Podle jednoho indického mýtu chtěl Kršna použít nosorožce jako válečná zvířata proti svým nepřátelům. Dal jim navléct pancíře, ale poté zjistil, že nosorožci jsou, na rozdíl od slonů, neovladatelní a nechal je i se zbrojí vypustit do džungle. Indičtí bohové Agni a Kártikéja bývají zobrazování ve společnosti nosorožce nebo jedoucí na jeho hřbetě. Buddhistická sútra Khaggavisāṇa-sutta (doslova "Nosorožčí sútra"), jejíž autorství je připisováno samotnému Siddhárthovi Gautomovi, popisuje nosorožce jako klidné, samotářské zvíře, které není snadné rozrušit a dává ho za příklad buddhistickým mnichům.
Lov na nosorožce býval pro svou nebezpečnost oblíbenou zábavou indických panovníků ve starověku i středověku, objevuje se na mincích guptovských panovníků, později ve svých pamětech popsal nosorožce a jeho lov muslimský panovník Záhir Bábur, který si povšiml rovněž anatomických podobností mezi nosorožcem a koněm: „Na ramenou a ve slabinách nosorožci visí kůže velkých záhybech. Zdálky to vypadá, jako by měl na sobě čabraku. Z ostatních zvířat se nosorožec nejvíce podobá koni. Kůň má malý žaludek a nosorožec také, spěnku tvoří u koně jediná kost a u nosorožce je tomu právě tak. Kůň má v kostech předních nohou morek a nosorožec rovněž. Nosorožec je však divočejší než kůň i slon a nedá se zkrotit ani ochočit“. Jako dar indických panovníků se živí nosorožci indičtí dostali již do Římské říše za vlády císaře Philippa Araba. Stejným způsobem se dostal nosorožec roku 1515 do Lisabonu, jako dar sultána Muzaffara z Khambhátu portugalskému králi Manuelovi, kde jej nakreslil rytec a obchodník Valentin Fernandes zvaný Moravus, údajně českého původu. Valentin skicu zaslal svému příteli do Norimberka. Tam se obrázek dostal do rukou Albrechta Dürera, který podle něj zhotovil svůj slavný dřevoryt nosorožce. Samotného nosorožce poté král Manuel poslal darem papeži Lvu X., loď však ztroskotala a nosorožec se utopil, takže papež obdržel pouze jeho vycpanou kůži. Dalším nosorožcem v Evropě byla samice Klára, dovezená roku 1741 do Rotterdamu. V následujících letech byla převáděna jako atrakce na královských dvorech a ve městech celé Evropy, včetně Prahy a Vídně. Malovali ji Jean-Baptiste Oudry a Pietro Longhi. Uhynula roku 1758 v Londýně. První odchov nosorožce indického v zajetí se podařil roku 1826 v královské menažérii v Káthmándú

## Chov v zajetí

### Chov v Česku
V ČR je pár nosorožců indických chován zoologickou a botanickou zahradou v Plzni v expozicích otevřených roku 2010. Jedná se o samce Baabuua (nar. 4. 11. 2004) a samici Manjulu (nar. 28. 4. 2008) narozenou v Tierparku Berlin. Samice Manjula porodila svého prvního potomka dne 2. 2. 2014, jde o samici Marušku a v historii čtvrté mládě nosorožce indického narozené v ČR. V roce 2017 následovala samice Růženka (Shakti).
V ČR před chovem v Plzni žilo 6 indických nosorožců – Zoo Dvůr Králové importovala postupně 2 samce a 1 samici, poprvé roku 1980. Narodila se zde 3 mláďata, odchován byl samec a samice. Samec "Nim", odchovaný ve Dvoře Králové, žil 12 let v Zoo Liberec. Druhé odchované mládě, samička "Nova" odešla s matkou "Numou" v roce 2009 do Lisabonu. 

Chov plánuje Zoo Praha v novém expozičním celku na místě dnešních výběhu pro přímorožce šavlorohé a koně Převalského. V expozici se budou kromě nosorožců nacházet i koně Převalského, manulové, makaci, giboni, hroznýšci tatarští a velbloudi.

## Galerie

### Nosorožec indický vmalířství

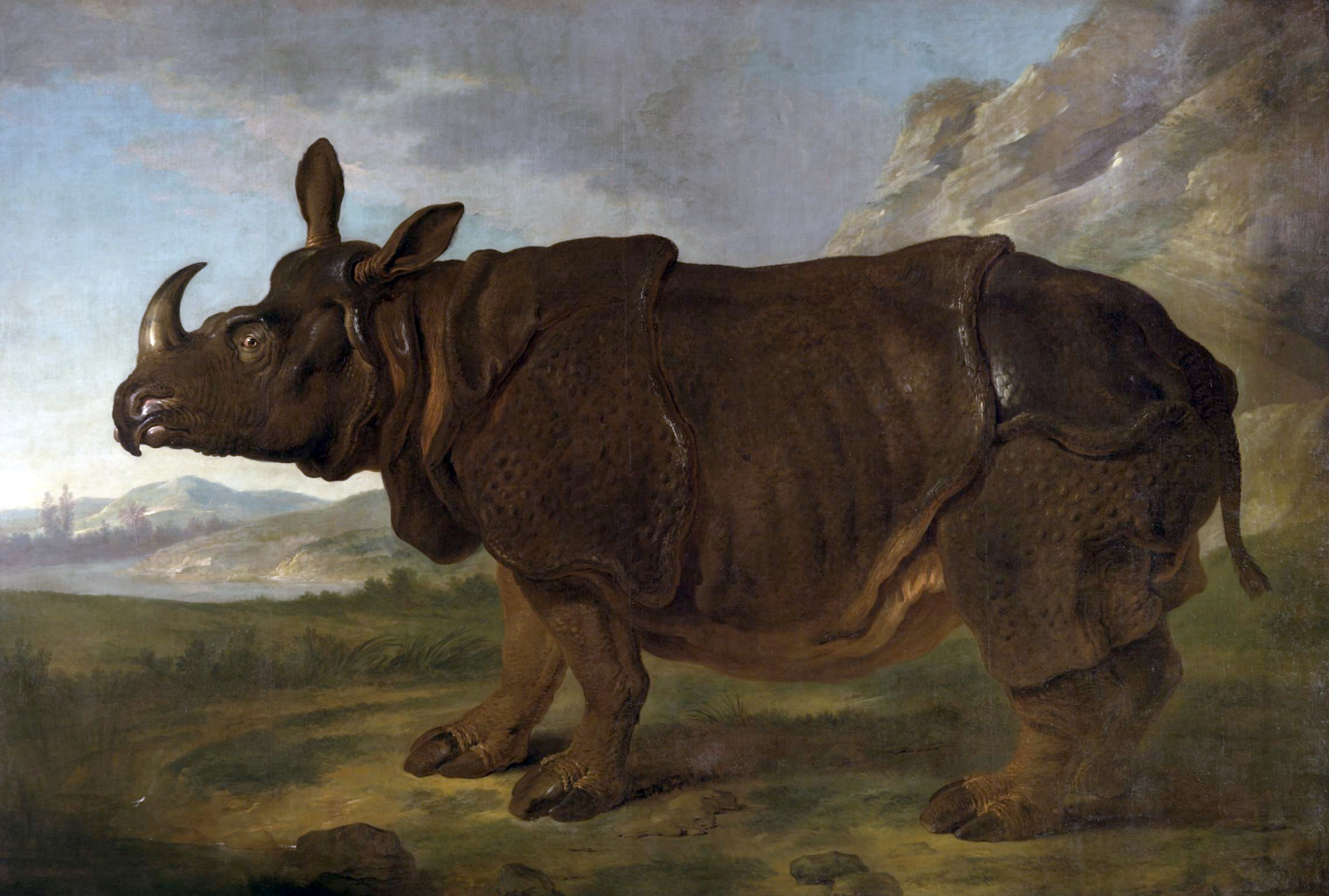
Malba od francouzského malíře Jeana-Baptiste Oundry z roku 1749, Paříž
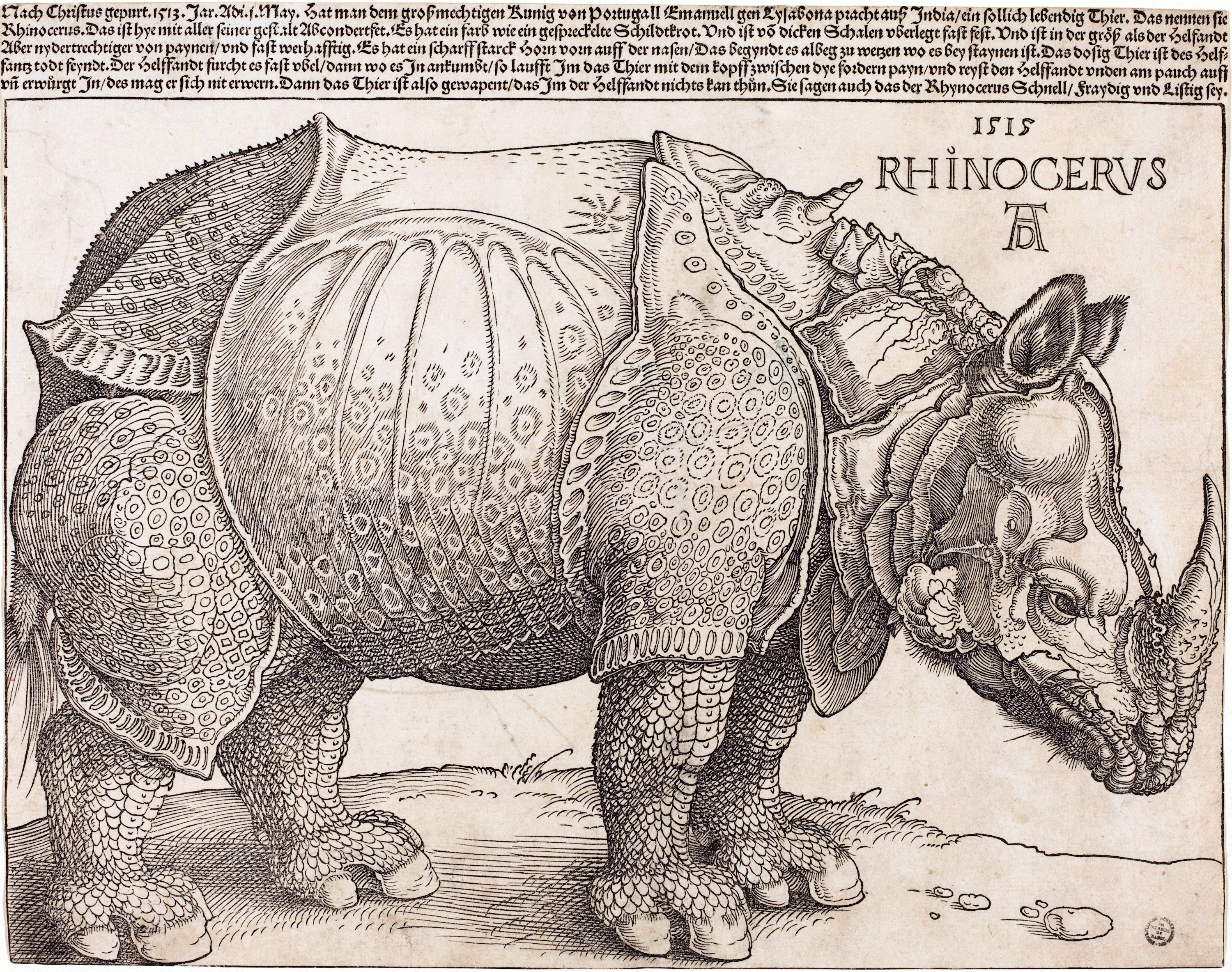
Známá kresba perem od německého malíře Albrechta Dürera z roku 1515, Lisabon
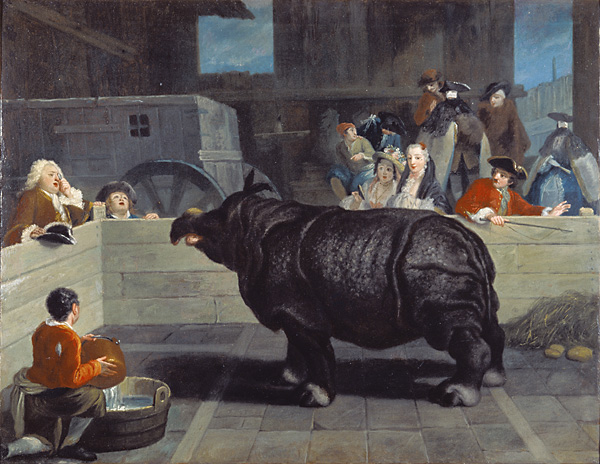
Malba od italského malíře Pietra Longhiho z roku 1751, Benátky

### Fotografie

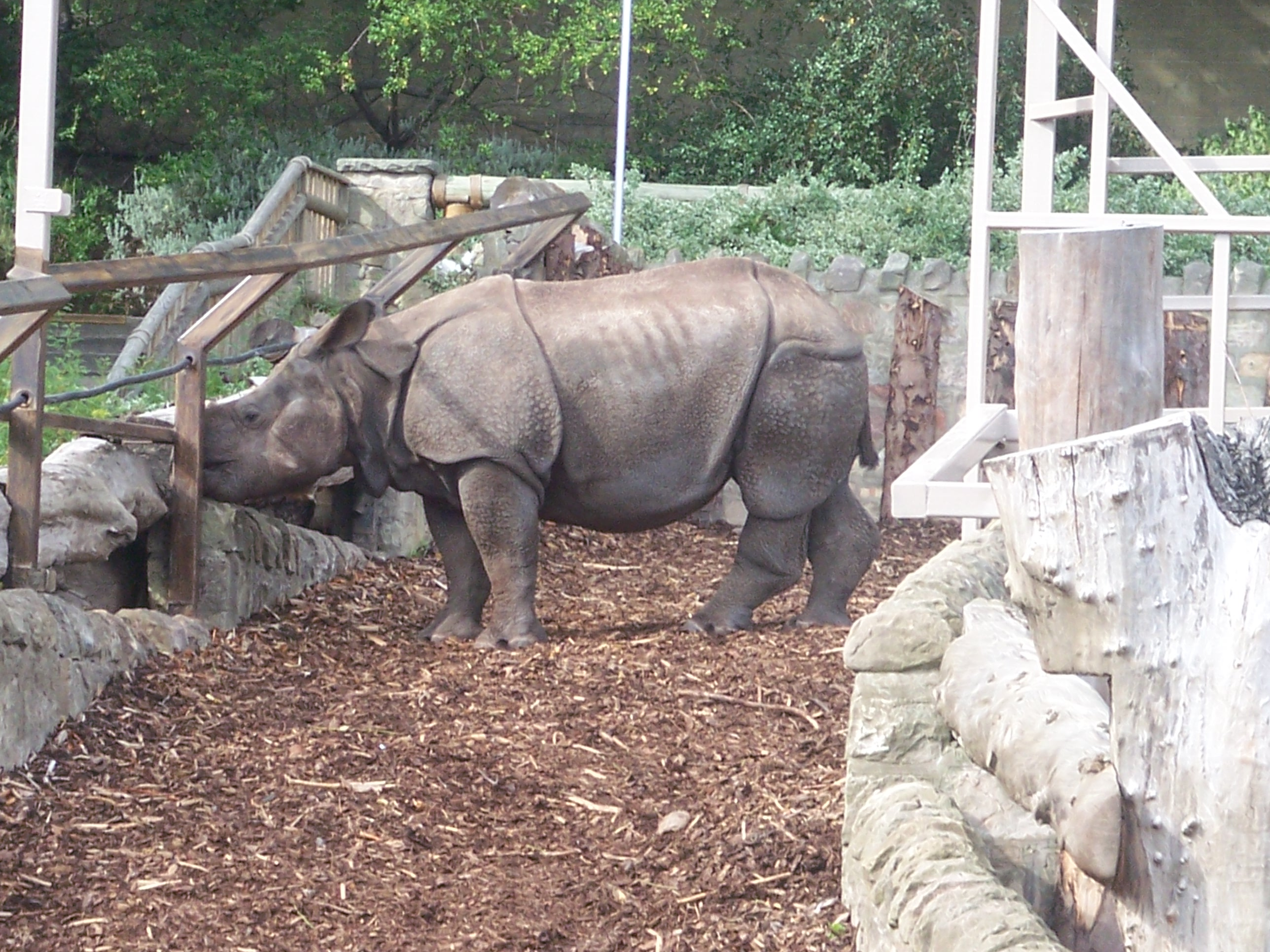
Nosorožec indický v Zoologické zahradě v Edinburghu
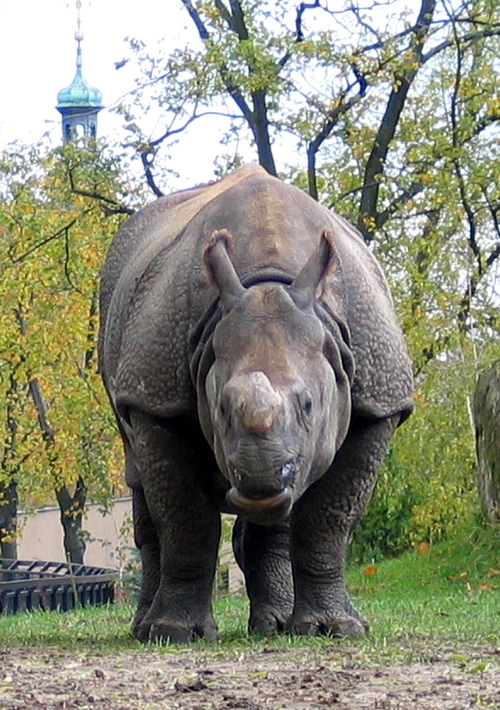
Samec v Zoologické zahradě Varšava
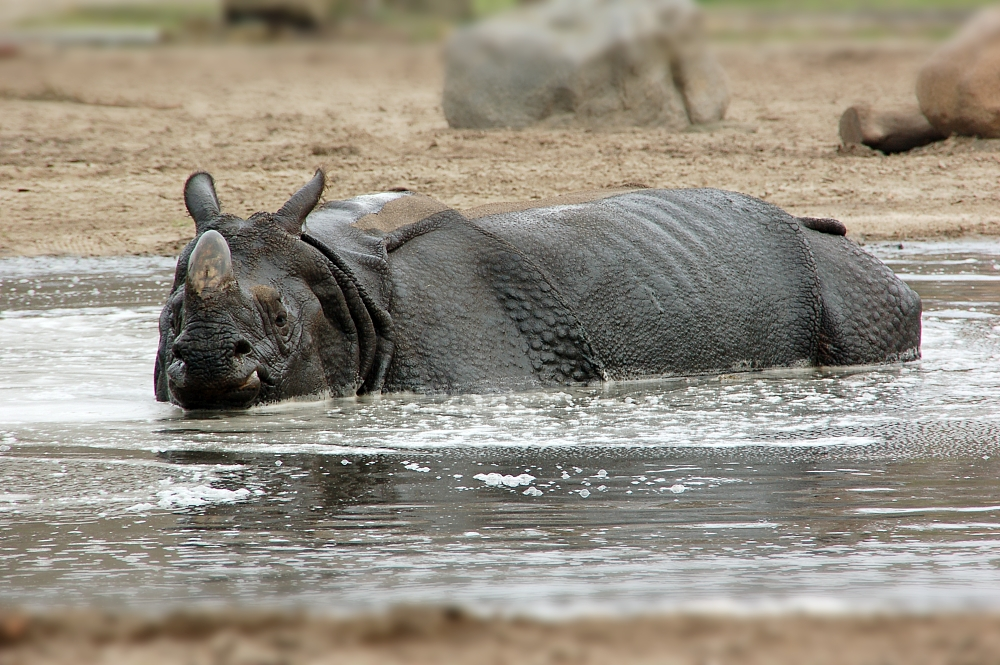
Koupající se nosorožec v Zoologické zahradě Berlín, Německo
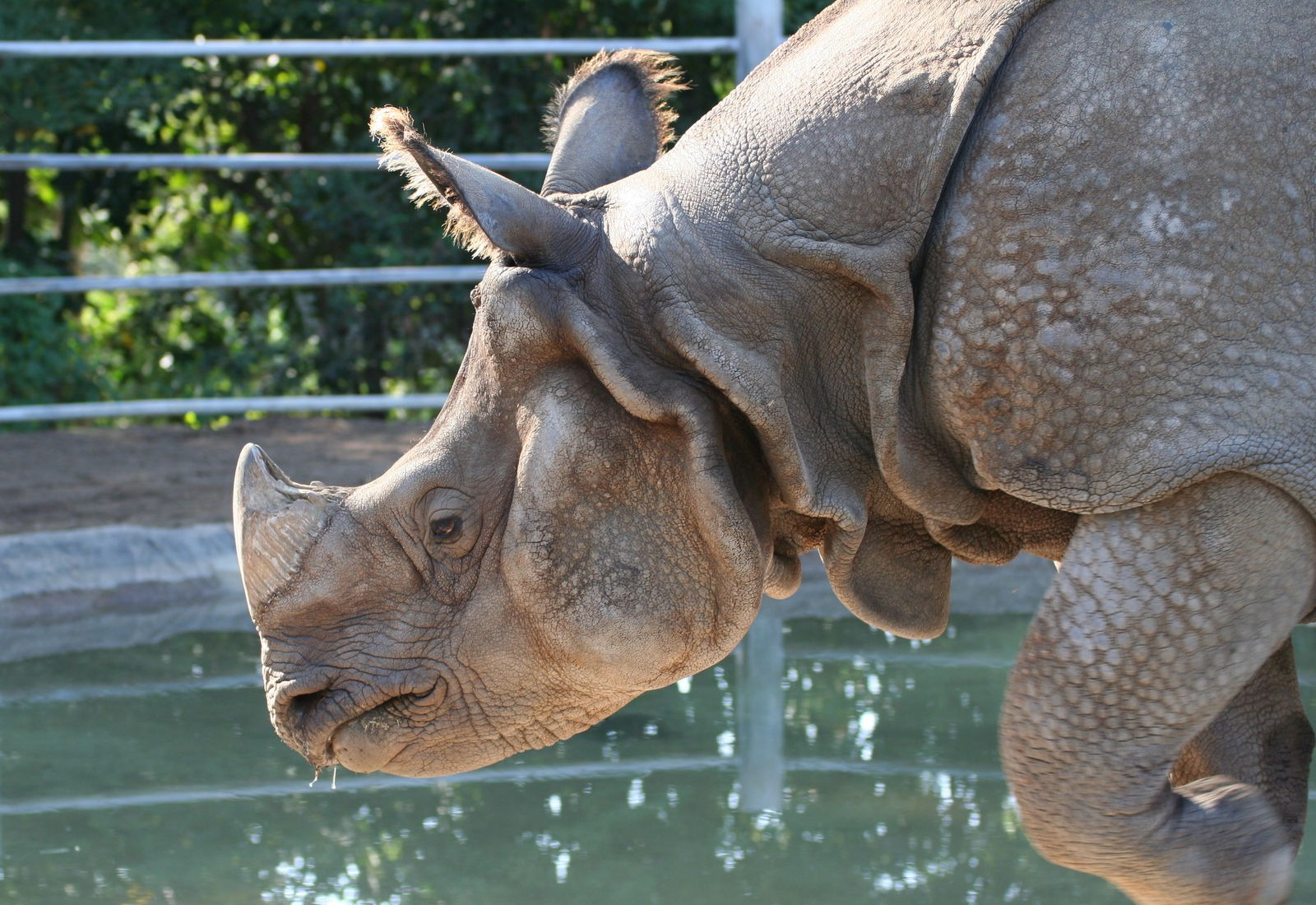
Nosorožec indický v Zoologické zahradě San Diego
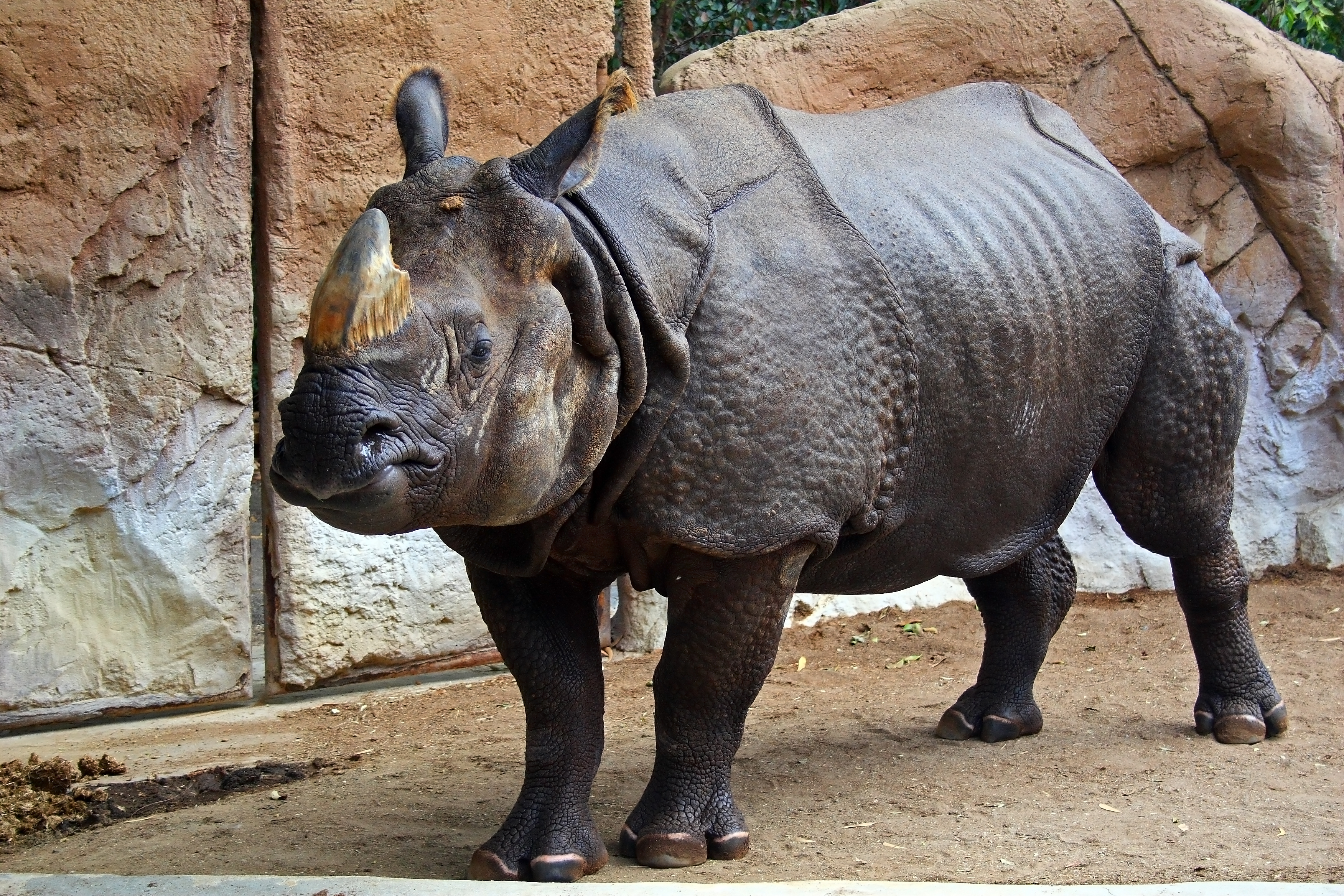
Samec nosorožce indického v Zoologické zahradě San Diego, Kalifornie, USA
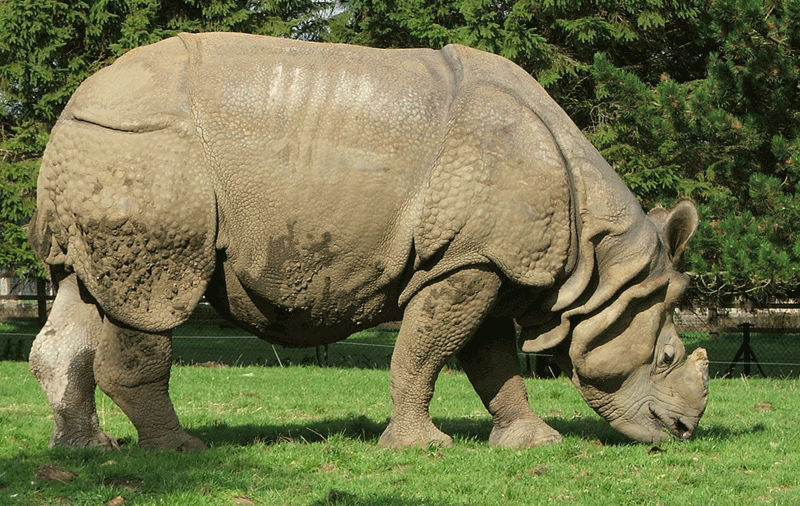
Nosorožec indický při spásání trávy
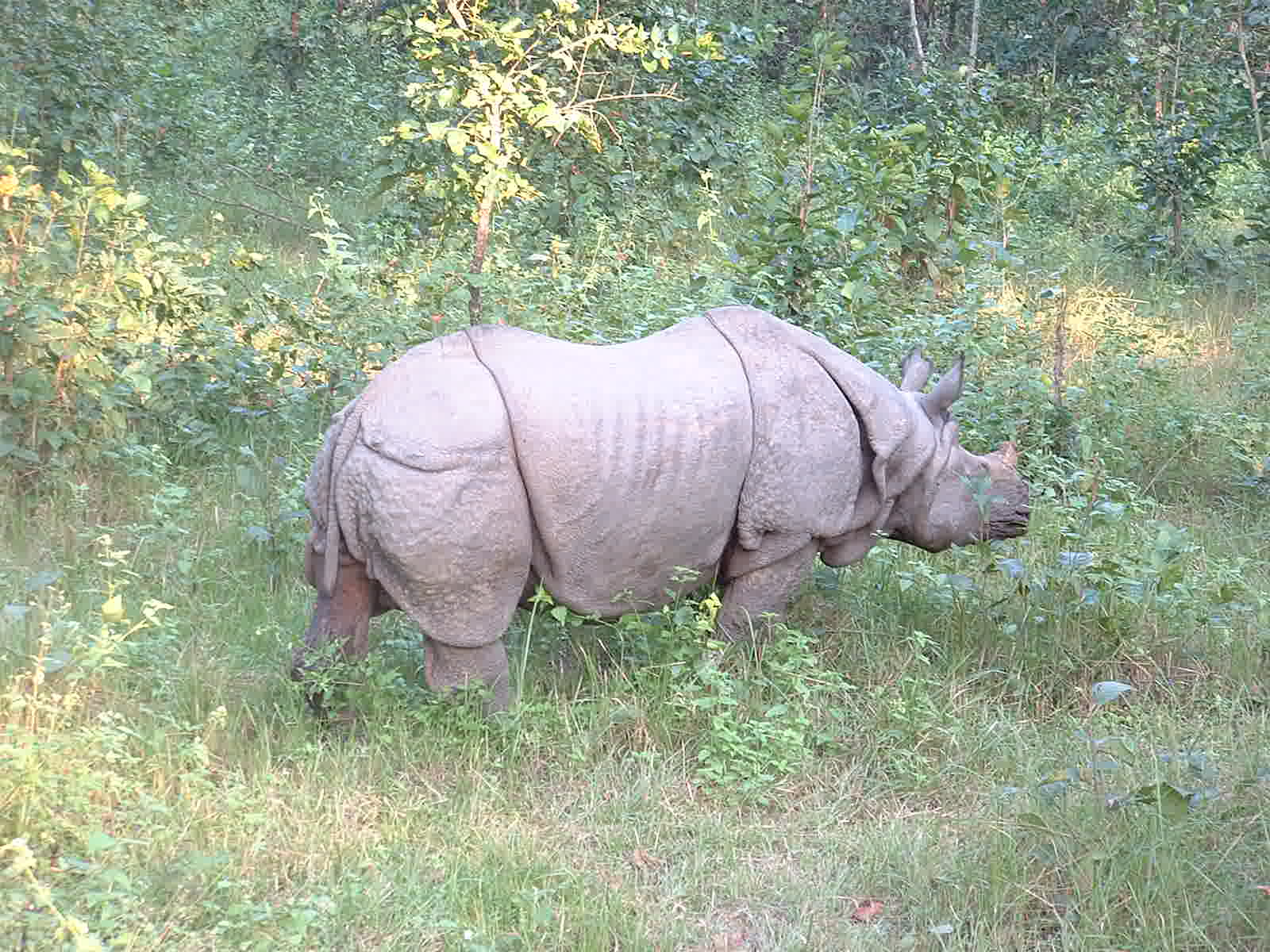
Nosorožec v Národním parku v Nepálu
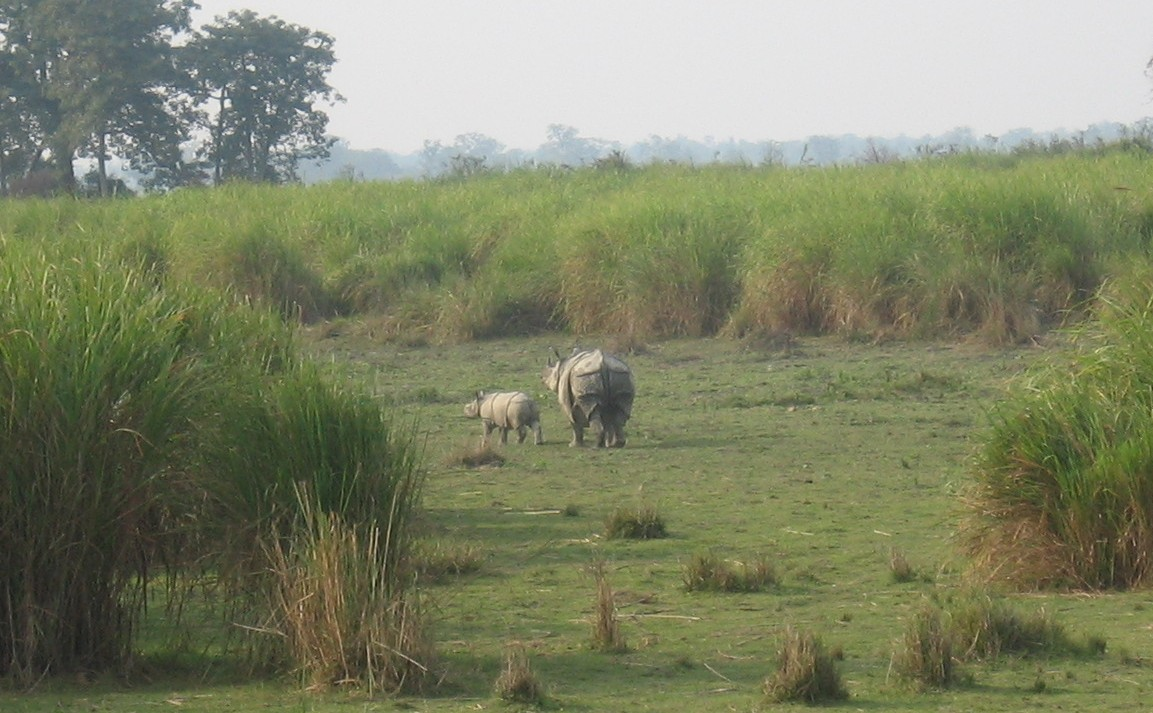
Mládě a samice ve svém přirozeném prostředí